# Jesús Sánchez Antuña
Jesús Manuel Sánchez Antuña (La Felguera, Langreo, 1959) es un político español que fue alcalde del municipio asturiano de Langreo por Izquierda Unida entre 2015 y 2019.

## Biografía
A los 16 años comienza a trabajar en la actual Iberdrola, en su planta de Langreo. Ingresa en el PCE en 1982. En 1987 comienza su andadura como concejal en el Ayuntamiento de Langreo, siendo concejal de Hacienda y teniente alcalde entre 1995 y 1999. Tras varios cargos en su partido, se presenta como cabeza de lista en las Elecciones de 2015. Gracias a una coalición con Somos Langreo, alcanzó la alcaldía en detrimento de la candidata del PSOE y entonces alcaldesa María Fernández, que había sido la lista más votada. En las elecciones de 2019 lidera la coalición Unidas Podemos pero pierde la alcaldía al ser superada por la lista socialista en votos y concejales.
Está casado y tiene un hijo.

### Polémicas
Durante sus primeros meses como alcalde, el ayuntamiento aprobó un boicot económico al Estado de Israel que se vio reflejado en la prensa nacional y que finalmente fue anulado por el Tribunal de Justicia por atacar los Derechos Humanos y el Derecho Internacional . También llevó a cabo una propuesta de laicidad que desembocó en una gran polémica al retirar la imagen de la Virgen del Carbayu (patrona de Langreo) del edificio consistorial, lo que ocasionó enfrentamiento directo del equipo municipal con varios vecinos que recogieron más de 5.000 firmas contra la medida . El 14 de abril de 2016 colocó la bandera de la Segunda República española en el balcón del ayuntamiento y tras la retirada, un concejal de IU mantuvo desde esa fecha otra bandera similar con el apoyo del alcalde en una de las ventanas del edificio consistorial, que tuvo que retirarla por requerimiento del Delegado del Gobierno.
Tras la pérdida de la alcaldía continuó como concejal hasta 2022, cuando dimitió tras un conflicto con un trabajador municipal.